# スタートの青色
『スタートの青色』（ - あおいろ）はGulliver Getの2枚目のアルバム。

## 内容
- 12曲中3曲は配信限定シングルをアルバムバージョンにしたもので、ボーナストラックとして収録した「コイニオチタ」のボサノヴァ・バージョンも収録。

## 収録曲
1. スタートの青色
作詞：鶴田憲司 作曲：山田洋一 編曲：Gulliver Get
2. コイニオチタ
作詞：アヤヲ 作曲：山田洋一・山本隆 編曲：Gulliver Get（ストリングスアレンジ：古井弘人）
3. 週末なんていらない
作詞：アヤヲ 作曲：阪口裕一 編曲：Gulliver Get
4. mirror(album ver.)
作詞：アヤヲ 作曲：阪口裕一 編曲：Gulliver Get
5. innocence
作詞：アヤヲ 作曲：阪口裕一 編曲：Gulliver Get
6. 空へ
作詞：鶴田憲司 作曲：山田洋一 編曲：Gulliver Get
7. キャンバス
作詞：鶴田憲司 作曲：山田洋一 編曲：Gulliver Get
8. 薔薇は彼女(album ver.)
作詞：鶴田憲司 作曲：山田洋一 編曲：Gulliver Get
9. はちみつの水槽(acoustic ver.)
作詞：アヤヲ 作曲・編曲：Gulliver Get
10. また明日
作詞：アヤヲ 作曲：阪口裕一 編曲：Gulliver Get
11. Hello, good-bye(album ver.)
作詞：アヤヲ 作曲：阪口裕一 編曲：Gulliver Get
12. コイニオチタ(bossa ver.) -bonus track-
作詞：アヤヲ 作曲：山田洋一・山本隆 編曲：Gulliver Get

## 参加ミュージシャン
- 名倉学 - キーボード
- 岡崎雪 - コーラス
- Rosa Strings Quartet - ストリングスセクション